# Todayしずおか
『TODAYしずおか』（トゥデイしずおか）は、1985年4月1日から1988年4月1日まで静岡第一テレビ（SDT）で放送されたローカルニュース番組である。

## 概要
1982年4月にスタートした『TODAY静岡』を発展拡大したものが、この番組である。当初の放送時間は17:30からの30分。
ストレートニュースを伝える時間（8分余り）は前番組と同じであったが、番組枠の拡大に際しては「企画もの」を充実させ、主婦層にも見てもらえる報道番組を目指した。
しかし、番組制作に係る人員が不足しており、これを受け半年後には企画コーナーや番組構成を見直し、1986年4月以降はニュース中心の内容に変化していった。
1987年10月改編にて1987年10月5日より、18:00から1時間のワイドニュース『NNN Todayしずおか』を開始。本番組の内容は月 - 金曜 18:30 -18:55へ移動となり、県内で一番早い17時台のローカルニュースはここで一旦途絶える。
しかし本番組は、その半年後となる1988年4月1日にて終了した。後継番組は、4月4日開始の『NNNしずおかプラス1』（月 - 金曜 18:30 - 18:55）である。

## キャスター
- 若月雄介（当時SDTアナウンサー）[3]
- 今村知子（当時SDTアナウンサー）[8]
- 北嶋興（当時SDTアナウンサー）[3]
- 上原昌美（タレントリポーター）[3]

## 主な企画コーナー
出典：
- 全曜日
  - 動物くん
  - 今日のアングル
  - 情報ライン
- 月曜：静岡の人
- 火曜：出前カラオケ（北嶋）
- 水曜：企業最前線
- 木曜：素人ビデオ自慢
- 金曜：レジャーガイド→お味拝見